# 빌리 엘리어트 뮤지컬 라이브
《빌리 엘리어트 뮤지컬 라이브》(BILLY ELLIOT THE MUSICAL LIVE)는 영국에서 제작된 스티븐 달드리 감독의 2014년 공연실황 영화이다. 2000년 영화 빌리 엘리어트에 기반을 두고 만들어졌다. 엘리엇 한나 등이 주연으로 출연하였다.
2014년 9월 28일 런던 웨스트엔드의 빅토리아 팰리스 극장에서 촬영되었으며 여러 유럽 국가 극장에 실시간 중계되었다.

## 출연

### 주연
- 엘리엇 한나
- 루시에 헨쉘
- 데카 웜슬리